# Fráter család
Az ippi, érkeserűi, rogozi, bélmezei Fráter család egy ősi magyar nemes család, az Árpád-kori száznyolc nemzetség egyikéből a Dobra hadból (genus) származik. V. István király 1265. évben nemességre emelte a családot, s 1273-ban új adományképen Kezy földjét adta nekik. Az 1300-as években a család három ágra vált szét (Nagy-Kezy, Mátyuka-Kezy és Kis-Kezy), a Nagy-Kezy ág 1475 körül kihalt.
A Mátyuka-Kezy ág Horvátországba került és őse az Utjesenicheknek, mely nevet (utjesenich = placator, consolator [vígasztaló]) érdemeivel szerezte az Utjesenich család egyik őse Verancich szerint:
a háborúk és szűk termés miatt sanyarú időszakban bőkezűsége által a nép iránt úgy tűnt fel mint enyhítője és vigasztalója az elnyomorodott népnek, s egyszersmind fegyverrel a közbátorság és csend előmozdítására nézve is jótékonyan hatott.
A Mátyuka-Kezy ág, avagy Utjesenich család tagjai közül kiemelkedik Martinuzzi Fráter György, a pálos rendi György barát vagy 'fehér barát, aki a 16. század első felében megalakult Erdélyi Fejedelemség megszervezője volt.
A Kis-Kezy ág számtalan nevezetes családdal házasodott össze, és Erdélyen kívül Bihar, Szatmár, Szabolcs, Heves, Nógrád és Pest vármegyékben élt. Nagy részben közügyekkel foglalkozva, illetve birtokaikon gazdálkodva.

## Jelentősebb családtagok
- Fráter György (1482–1551) a „fehér barát”, pálos szerzetes, katona, országos és erdélyi politikus, helytartó, esztergomi érsek és bíboros
- Fráter Pál (?–1658) katona, költő, erdélyi ítélőmester
- Fráter Alajos (1809–1859) honvédszázados
- Fráter Erzsébet (1827–1875) Madách Imre felesége
- Fráter Loránd (1872–1930) „nótáskapitány”, dalszerző, a 20. század elejének jelentős nótaszerzője
- Fráter Gedeon (1919–1998) karmester, Márkus László színművész nevelőapja